# Потреблудие
Потреблудие (англ. Affluenza) – термин, используемый критиками консьюмеризма, обозначающий поведение, при котором человек очень много работает и влезает в долги, чтобы постоянно повышать уровень своего потребления. Впервые термин был использован в 1954 году, однако, стал глубже рассматриваться после документального фильма в 1997 году, а позднее с выпуском книги «Потреблятство. Болезнь, угрожающая миру» (2001 г., пересмотр. 2005, 2014). Эти работы определяют потреблудие как «болезненное, заразное, социально переданное условие перегрузки и беспокойства из-за упорного преследования большего».

## История термина
Английский исследователь Оливер Джеймс считает, что аффлюэнца — это опасное психическое заболевание. В своей книге «Потреблудие» он анализирует, как производители убеждают потребителей в том, что вещи (не имеет значения, какие именно, например: автомобили, часы, дамские сумочки или косметические операции) — принесут им счастье. Эта стратегия основана на поверхностных ценностях, и последние лет 70 она приводила только к тому, что каждое поколение увязало в депрессии и тревожных состояниях всё глубже и глубже — в зависимости от того, насколько люди верили этой лжи. К какому выводу можно прийти? Чем больше в стране потребляют, тем больше людей с психическими расстройствами. Сотни людей стали обращаться к психиатрам, но чувствуют себя неудовлетворенными, несчастными, дезориентированными из-за того, что жизненные блага, которые даются им тяжёлым трудом, счастья не приносят.
Оливер Джеймс заметил одну закономерность, а именно: наиболее подвержены депрессии те общества, где социальное неравенство было особенно выраженным. Он пришёл к выводу, что счастье нужно искать не в изменении ситуации вокруг себя, а изнутри. То есть развивая свои таланты и наполняя свой внутренний мир, а не приобретая «статусные» вещи.
К примеру, аффлюэнцу как патологию даже использовали в качестве юридической защиты в недавнем времени: случай нетрезвого вождения получил широкую огласку в Техасе. Так, 16-летний парень заявил, что богатство его семьи должно освободить его от ответственности за гибель четырёх человек. Подсудимый отделался 10 годам испытательного срока и терапии (которую будет оплачивать его семья), что естественно вызвало общественное возмущение. Психолог, выступавший в качестве свидетеля-эксперта со стороны защиты, утверждал, что парень «страдал от аффлюэнцы», которая и не позволяла осознавать последствия собственных действий.
Можно задаться вопросом: будь аффлюэнца реальная или воображаемая болезнь, деньги действительно изменяют психологический портрет человека? представители социальной верхушки имеют тенденцию видеть себя совсем по-другому, чем остальные люди? Богатство, а также стремление к нему давно связывают с аморальным поведением. Причем это касается не только топ-менеджеров с Уолл-стрит. Не раз психологи, изучающие влияние богатства и социального неравенства на поведение человека, обнаруживали, что деньги могут кардинально, до неузнаваемости изменять наши мысли и действия – причем способами, которые мы часто не осознаем. Хотя понятие богатство, конечно, субъективно, и оценивается не только в масштабах доходов, но и другими социально-экономическими условиями, такими как уровень образования и происхождение.
Более того, несколько исследований показали, что богатые не знакомы с сочувствием и состраданием. А исследование, опубликованное в журнале Psychological Science, показало, что люди с более низким экономическим статусом лучше считывают мимику других людей по сравнению с богатыми людьми. Есть другой пример, когда ученые из университета Беркли обнаружили, что даже фальшивые деньги «портят» людей. В то время как нехватка ресурсов способствует повышению эмоционального интеллекта, материальный достаток может вызвать плохое поведение — как с точки зрения закона, так и с точки зрения морали.